# Селін Дюмерк
Селін Дюмерк  (фр. Céline Dumerc, 9 липня 1982) — французька баскетболістка, олімпійська медалістка.

## Виступи на Олімпіадах
| Олімпіада   | Дисципліна | Місце |
| ----------- | ---------- | ----- |
| Лондон 2012 | баскетбол  | 2     |